# Torpedo Alley (Atlantik)
Als Torpedo Alley (dt.: Torpedo-Allee), oder auch Torpedo Junction (dt.: Torpedo-Kreuzung) wurde von den Alliierten während des Zweiten Weltkrieges ein Seegebiet vor der Küste des US-Bundesstaates North Carolina bezeichnet. Die Torpedo Alley umfasste die Gegend um die Outer Banks, einschließlich Cape Lookout und Cape Hatteras. In diesen Gebiet gab es eine hohe Anzahl von deutschen U-Bootsangriffen auf die alliierte Schifffahrt. Nahezu 400 Schiffe wurden in diesem Gebiet versenkt. Rund 5000 Menschen kamen dabei ums Leben. Das Gebiet gilt heute als der größte Schiffsfriedhof im Atlantik.